# Jan Błachowicz
Jan Maciej Błachowicz (24. února 1983, Cieszyn) je polský bojovník ve smíšených bojových uměních.
Roku 2020 se stal mistrem Ultimate Fighting Championship v polotěžké váze.